# Wheat Committee
El Wheat Committee, un grupo de estudio americano sobre el establecimiento de principios de contabilidad, fue establecido en 1971 con el fin de examinar el funcionamiento del Accounting Principles Board (APB) y evitar que el gobierno fuera la entidad que dictara las normas. Fue dirigido por Francis Wheat. El Grupo de Estudio presentó sus recomendaciones al Consejo del American Institute of Certified Public Accountants (AICPA) en la primavera de 1972, lo que llevó a la sustitución del APB por el FASB, o Financial Accounting Standards Board, en 1973. 